# Germain Grisez
Pour les articles homonymes, voir Grisez.
Germain Gabriel Grisez, né le 30 septembre 1929 et mort le 1er février 2018, est un philosophe franco-américain.

## Biographie
Germain Grisez est professeur émérite de l'éthique chrétienne à l'Université Mount St. Mary d'Emmitsburg.
Dans le livre First Principle of Practical Reason: A Commentary on the Summa Theologiae de 1965, Germain Grisez attaque l'interprétation néo-scolastique de Thomas d'Aquin et il défend l'idée du libre choix métaphysique et propose une théorie de la loi naturelle du raisonnement pratique et du jugement moral qui, bien que largement thomiste, s'écarte de Thomas d'Aquin sur les points importants.